# Gouvernement Prayut Chan-o-cha (2)
Thaïlande
61e cabinet
(Prayut Chan-o-cha I) 63e cabinet
(Srettha Thavisin)
Le gouvernement Prayut Chan-o-cha II (thaï : คณะรัฐมนตรีประยุทธ์ จันทร์โอชา 2) est le soixante-deuxième gouvernement de la Thaïlande entre le 10 juillet 2019 et le 1er septembre 2023. 
Dirigé par Prayut Chan-o-cha, Premier ministre depuis le coup d'État de 2014, il s'agit de son second gouvernement, succédant ainsi au gouvernement Prayut Chan-o-cha I. Il est remplacé par le gouvernement Srettha Thavisin.

## Historique
Il s'agit du second gouvernement dirigé par le Premier ministre sortant Prayut Chan-o-cha, succédant ainsi au premier qui avait été formé en 2014 à la suite du coup d'État de la même année. À l'issue de celui-ci, l'Assemblée nationale, parlement bicaméral du pays, avait été remplacée par une Assemblée nationale législative, où 250 sièges étaient attribués par Prayut Chan-o-cha, alors également chef du Conseil national pour la paix et le maintien de l'ordre. La Constitution de 2017 rétablit les deux chambres.

### Formation
Formé à la suite de l'élection législative du 24 mars 2019, l'Assemblée nationale (Chambre des représentants et Sénat) se réunit le 5 juin pour élire et confirmer le Premier ministre. Présenté par le parti Palang Pracharat, dont il est le candidat à la fonction, il obtient largement la majorité de la confiance du Parlement, qui est de 375, avec 500 voix, dont 251 de la Chambre des représentants, mais aussi 249 venant du Sénat, résultat de la constitution de 2017. Thanathorn Juangroongruangkit, chef du Nouvel Avenir et soutenu par le Pheu Thai, qui avait alors obtenu plus de sièges à la Chambre que le Palang Pracharat, n'obtient que 244 voix de la Chambre des représentants.
| Position                                                                              | Groupe                                                                                | Groupe                                                                                | Groupe                                                                                | Groupe                                                                                | Groupe                                                                                | Groupe                                                                                | Groupe                                                                                | Groupe                                                                                | Groupe                                                                                | Groupe                                                                                | Groupe                                                                                | Groupe                                                                                | Groupe                                                                                | Groupe                                                                                | Groupe                                                                                | Groupe                                                                                | Groupe                                                                                | Groupe                                                                                | Groupe                                                                                | Groupe                                                                                | Groupe                                                                                | Groupe                                                                                | Groupe                                                                                | Groupe                                                                                | Groupe                                                                                | Groupe                                                                                | Sénat                                                                                 | Total                 |
| Position                                                                              | PT                                                                                    | PPRP                                                                                  | FWP                                                                                   | DP                                                                                    | BJT                                                                                   | TLP                                                                                   | CP                                                                                    | PCC                                                                                   | NEP                                                                                   | PCH                                                                                   | ACT                                                                                   | CPN                                                                                   | TLP                                                                                   | FCP                                                                                   | PLPT                                                                                  | TNPP                                                                                  | PRA                                                                                   | TCL                                                                                   | PTRT                                                                                  | TTPP                                                                                  | PYP                                                                                   | TPJ                                                                                   | PPR                                                                                   | PONT                                                                                  | NDP                                                                                   | NPD                                                                                   | Sénat                                                                                 | Total                 |
| ------------------------------------------------------------------------------------- | ------------------------------------------------------------------------------------- | ------------------------------------------------------------------------------------- | ------------------------------------------------------------------------------------- | ------------------------------------------------------------------------------------- | ------------------------------------------------------------------------------------- | ------------------------------------------------------------------------------------- | ------------------------------------------------------------------------------------- | ------------------------------------------------------------------------------------- | ------------------------------------------------------------------------------------- | ------------------------------------------------------------------------------------- | ------------------------------------------------------------------------------------- | ------------------------------------------------------------------------------------- | ------------------------------------------------------------------------------------- | ------------------------------------------------------------------------------------- | ------------------------------------------------------------------------------------- | ------------------------------------------------------------------------------------- | ------------------------------------------------------------------------------------- | ------------------------------------------------------------------------------------- | ------------------------------------------------------------------------------------- | ------------------------------------------------------------------------------------- | ------------------------------------------------------------------------------------- | ------------------------------------------------------------------------------------- | ------------------------------------------------------------------------------------- | ------------------------------------------------------------------------------------- | ------------------------------------------------------------------------------------- | ------------------------------------------------------------------------------------- | ------------------------------------------------------------------------------------- | --------------------- |
| Position                                                                              |                                                                                       |                                                                                       |                                                                                       |                                                                                       |                                                                                       |                                                                                       |                                                                                       |                                                                                       |                                                                                       |                                                                                       |                                                                                       |                                                                                       |                                                                                       |                                                                                       |                                                                                       |                                                                                       |                                                                                       |                                                                                       |                                                                                       |                                                                                       |                                                                                       |                                                                                       |                                                                                       |                                                                                       |                                                                                       |                                                                                       | Sénat                                                                                 | Total                 |
| PRAYUT CHAN-O-CHA                                                                     | 0                                                                                     | 116                                                                                   | 0                                                                                     | 51                                                                                    | 50                                                                                    | 0                                                                                     | 10                                                                                    | 0                                                                                     | 0                                                                                     | 0                                                                                     | 5                                                                                     | 3                                                                                     | 3                                                                                     | 2                                                                                     | 0                                                                                     | 1                                                                                     | 1                                                                                     | 1                                                                                     | 1                                                                                     | 1                                                                                     | 1                                                                                     | 1                                                                                     | 1                                                                                     | 1                                                                                     | 1                                                                                     | 1                                                                                     | 249                                                                                   | 500                   |
| THANATHORN JUANGROONGRUANGKIT                                                         | 136                                                                                   | 0                                                                                     | 79                                                                                    | 0                                                                                     | 0                                                                                     | 10                                                                                    | 0                                                                                     | 7                                                                                     | 6                                                                                     | 5                                                                                     | 0                                                                                     | 0                                                                                     | 0                                                                                     | 0                                                                                     | 1                                                                                     | 0                                                                                     | 0                                                                                     | 0                                                                                     | 0                                                                                     | 0                                                                                     | 0                                                                                     | 0                                                                                     | 0                                                                                     | 0                                                                                     | 0                                                                                     | 0                                                                                     | 0                                                                                     | 244                   |
| ABSTENTION/NON-PRÉSENT                                                                | 0                                                                                     | 0                                                                                     | 2a                                                                                    | 1b                                                                                    | 1b                                                                                    | 0                                                                                     | 0                                                                                     | 0                                                                                     | 0                                                                                     | 0                                                                                     | 0                                                                                     | 0                                                                                     | 0                                                                                     | 0                                                                                     | 0                                                                                     | 0                                                                                     | 0                                                                                     | 0                                                                                     | 0                                                                                     | 0                                                                                     | 0                                                                                     | 0                                                                                     | 0                                                                                     | 0                                                                                     | 0                                                                                     | 0                                                                                     | 1b                                                                                    | 3                     |
| Nombre de votants : 747 — Nombre de suffrages exprimés : 746 — Majorité absolue : 375 | Nombre de votants : 747 — Nombre de suffrages exprimés : 746 — Majorité absolue : 375 | Nombre de votants : 747 — Nombre de suffrages exprimés : 746 — Majorité absolue : 375 | Nombre de votants : 747 — Nombre de suffrages exprimés : 746 — Majorité absolue : 375 | Nombre de votants : 747 — Nombre de suffrages exprimés : 746 — Majorité absolue : 375 | Nombre de votants : 747 — Nombre de suffrages exprimés : 746 — Majorité absolue : 375 | Nombre de votants : 747 — Nombre de suffrages exprimés : 746 — Majorité absolue : 375 | Nombre de votants : 747 — Nombre de suffrages exprimés : 746 — Majorité absolue : 375 | Nombre de votants : 747 — Nombre de suffrages exprimés : 746 — Majorité absolue : 375 | Nombre de votants : 747 — Nombre de suffrages exprimés : 746 — Majorité absolue : 375 | Nombre de votants : 747 — Nombre de suffrages exprimés : 746 — Majorité absolue : 375 | Nombre de votants : 747 — Nombre de suffrages exprimés : 746 — Majorité absolue : 375 | Nombre de votants : 747 — Nombre de suffrages exprimés : 746 — Majorité absolue : 375 | Nombre de votants : 747 — Nombre de suffrages exprimés : 746 — Majorité absolue : 375 | Nombre de votants : 747 — Nombre de suffrages exprimés : 746 — Majorité absolue : 375 | Nombre de votants : 747 — Nombre de suffrages exprimés : 746 — Majorité absolue : 375 | Nombre de votants : 747 — Nombre de suffrages exprimés : 746 — Majorité absolue : 375 | Nombre de votants : 747 — Nombre de suffrages exprimés : 746 — Majorité absolue : 375 | Nombre de votants : 747 — Nombre de suffrages exprimés : 746 — Majorité absolue : 375 | Nombre de votants : 747 — Nombre de suffrages exprimés : 746 — Majorité absolue : 375 | Nombre de votants : 747 — Nombre de suffrages exprimés : 746 — Majorité absolue : 375 | Nombre de votants : 747 — Nombre de suffrages exprimés : 746 — Majorité absolue : 375 | Nombre de votants : 747 — Nombre de suffrages exprimés : 746 — Majorité absolue : 375 | Nombre de votants : 747 — Nombre de suffrages exprimés : 746 — Majorité absolue : 375 | Nombre de votants : 747 — Nombre de suffrages exprimés : 746 — Majorité absolue : 375 | Nombre de votants : 747 — Nombre de suffrages exprimés : 746 — Majorité absolue : 375 | Nombre de votants : 747 — Nombre de suffrages exprimés : 746 — Majorité absolue : 375 | Nombre de votants : 747 — Nombre de suffrages exprimés : 746 — Majorité absolue : 375 | Prayut Chan-o-cha élu |

a Non-présent lors de la session.
b Abstention.
Prayut Chan-o-cha est ensuite réinvesti Premier ministre par le roi Rama X le 9 juin 2019. Le gouvernement avec sa composition initiale est ensuite nommé officiellement, par décret royal, le 10 juillet 2019. 

## Composition initiale

### Premier ministre
- Premier ministre, ministre de la Défense : Prayut Chan-o-cha

### Vice-Premiers ministres

#### Avec portefeuilles supplémentaires
- Vice-Premier ministre, ministre du Commerce : Jurin Laksanawisit
- Vice-Premier ministre, ministre de la Santé publique : Anutin Charnvirakul

#### Sans portefeuilles supplémentaires
- Vice-Premier ministre : Prawit Wongsuwan
- Vice-Premier ministre : Somkid Jatusripitak
- Vice-Premier ministre : Wissanu Krea-ngam

### Ministres
| Titre                                                                                   | Titulaire                   |
| --------------------------------------------------------------------------------------- | --------------------------- |
| Ministre auprès du Cabinet du Premier ministre                                          | Tewan Liptapallop           |
| Porte-parole du Cabinet du Premier ministre                                             | Narumon Pinyosinwat         |
| Ministre des Finances                                                                   | Uttama Savanayana (en)      |
| Ministre des Affaires étrangères                                                        | Don Pramudwinai             |
| Ministre du Tourisme et des Sports                                                      | Pipat Ratchakitprakarn (en) |
| Ministre du Développement social et de la Sécurité humaine                              | Juti Kraireuk               |
| Ministre de l'Enseignement Supérieur, de la Science, de la Recherche et de l'Innovation | Suvit Maesincee (en)        |
| Ministre de l'Agriculture et des Coopératives                                           | Chalermchai Sriorn          |
| Ministre des Transports                                                                 | Saksayam Chidchob (en)      |
| Ministre de l'Économie et de la Société numériques                                      | Puttipong Punnakanta (en)   |
| Ministre des Ressources naturelles et de l'Environnement                                | Varawut Sinlapa-archa       |
| Ministre de l'Énergie                                                                   | Sontirat Sontijirawong (en) |
| Ministre de l'Intérieur                                                                 | Anupong Paochinda (en)      |
| Ministre de la Justice                                                                  | Somsak Thepsuthin (en)      |
| Ministre du Travail                                                                     | Chatumongol Sonakul (en)    |
| Ministre de la Culture                                                                  | Itthiphol Khunpluem (en)    |
| Ministre de l'Éducation                                                                 | Nataphol Teepsuwan (en)     |
| Ministre de l'Industrie                                                                 | Suriya Juangroongruangkit   |

### Vice-ministres
- Vice-ministre de la Défense : Chaichan Changmongkol (th)
- Vice-ministre des Finances : Santi Promphat (en)
- Vice-ministres de l'Agriculture et des Coopératives : Thammanat Prompao, Mananya Thaiset (th), Praphat Phosuthon (th)
- Vice-ministres des Transports : Athirat Rattanaset (th), Thaworn Senniam (en)
- Vice-ministre du Commerce : Weerasak Wangsuphakitkosol (th)
- Vice-ministres de l'Intérieur : Niphon Boonyamanee (th), Songsak Thongsri (th)
- Vice-ministres de l'Éducation : Kalaya Sophonpanich (en), Kanokwan Wilawan (th)
- Vice-ministre de la Santé publique : Satit Pitutecha (th)

## Évolution de la composition du gouvernement

### Remaniement du 6 août 2020
En juillet 2020, plusieurs membres du gouvernement démissionnent de leurs fonctions, : 
- Somkid Jatusripitak, vice-Premier ministre, démissionne le 15 juillet 2020[7] ;
- Sontirat Sontijirawong (en) (ministre de l'Énergie), Suvit Maesincee (en) (ministre de l'Enseignement supérieur, de la Science, de la Recherche et de l'Innovation) et Uttama Savanayana (en) (ministre des Finances) démissionnent le 16 juillet 2020 ;
- Tewan Liptapallop (ministre auprès du Cabinet du Premier ministre) et Chatumongol Sonakul (en) (ministre du Travail) démissionnent le 20 juillet 2020[8],[9].

Ces démissions, bien qu'intervenant en pleine pandémie de COVID-19, veulent permettre un remaniement plus rapide et plus facile.
Le 6 août 2020, un remaniement a lieu et est officiellement approuvé par le roi. De nouveaux membres sont nommés et certains ont leurs fonctions élargies :
- Don Pramudwinai, ministre des Affaires étrangères, se voit rajouter le portefeuille supplémentaire de vice-Premier ministre ;
- Supattanapong Punmeechaow (en) est nommé vice-Premier ministre et ministre de l'Énergie ;
- Anucha Nakasai (en) est nommé ministre au Cabinet du Premier ministre, en remplacement de Tewan Liptapallop ;
- Pridi Daochai (en) est nommé ministre des Finances, en remplacement d'Uttama Savanayana ;
- Anek Laothamatas (en) est nommé ministre de l'Enseignement supérieur, de la Science, de la Recherche et de l'Innovation, en remplacement de Suwit Maesincee ;
- Suchart Chomklin (en) est nommé ministre du Travail, en remplacement de Chatumongol Sonakul ;
- Narumon Pinyosinwat est nommé vice-ministre du Travail.

Les autres ministres et vice-ministres gardent leurs fonctions respectives.

### Ajustement du 5 octobre 2020
Pridi Daochai (en), ministre des Finances, démissionne du gouvernement le 1er septembre 2020 pour des raisons de santé, soit seulement 26 jours après son entrée en fonction. 
Pour le remplacer, Arkhom Termpittayapaisith est nommé par le Premier ministre et sa nomination est approuvé par décret par le roi.

### Remaniement du 23 mars 2021
Le 24 février 2021, le tribunal de première instance du pays condamne trois ministres à des peines d'emprisonnement pour leur participation au PRDC (en anglais : People's Democratic Reform Committee) durant la crise politique de 2013 et sont alors démis de leurs fonctions :
- Puttipong Punnakanta (en), ministre de l'Économie et de la Société numériques ;
- Nataphol Teepsuwan (en), ministre de l'Éducation ;
- Thaworn Senniam (en), vice-ministre des Transports.

De nouveaux membres sont nommés le 23 mars 2021 par décret royal, :
- Weerasak Wangsuphakitkosol (th), vice-ministre du Commerce, change de portefeuille et est nommé vice-ministre des Transports ;
- Sinit Lertkrai (th) est nommé vice-ministre du Commerce en remplacement de Weerasak Wangsupakijkosol, devenu vice-ministre des Transports.
- Chaiwut Thanakamanusorn est nommé ministre de l'Économie et de la Société numériques.

### Ajustement du 30 novembre 2022
Le 9 septembre 2021, un décret royal annonce que deux vice-ministres sont démis de leurs fonctions :
- Thammanat Prompao[18], vice-ministre de l'Agriculture et des Coopératives ;
- Narumon Pinyosinwat, vice-ministre du Travail.

Il reste alors un seul vice-ministre du Travail, ainsi que deux vice-ministres de l'Agriculture et des Coopératives. 
Un autre vice-ministre démissionne de ses fonctions le 5 septembre 2022 : Niphon Boonyamanee (th), vice-ministre de l'Intérieur.
Le 30 novembre 2022, de nouveaux membres sont nommés pour les remplacer : 
- Sunthorn Pansangthong (th) est nommé vice-ministre de l'Agriculture et des Coopératives ;
- Naris Khamnurak (th) est nommé vice-ministre de l'Intérieur.

De plus, il y a un changement de portefeuille :
- Thanakorn Wangboonkonchana (th), porte-parole du Cabinet du Premier ministre, est nommé ministre auprès du Cabinet du Premier ministre.

### Démissions en 2023
Le 23 janvier 2023, la démission de Weerasak Wangsupakijkosol, vice-ministre des Transports, ayant pris effet le 18 janvier, est annoncé officiellement par le Cabinet du Premier ministre.
Le 21 mars 2023, une nouvelle annonce indique la démission de deux autres ministres :
- Somsak Thepsuthin (en), ministre du Travail ;
- Suriya Juangroongruangkit, ministre de l'Industrie.